# Birgit Pühringer
Birgit Pühringer (ur. 25 stycznia 1989 w Linzu) – austriacka wioślarka.

## Osiągnięcia
- Mistrzostwa Świata Juniorów – Amsterdam 2006 – czwórka podwójna – 3. miejsce[1].
- Mistrzostwa Świata Juniorów – Pekin 2007 – dwójka podwójna – 3. miejsce[1].
- Mistrzostwa Europy – Poznań 2007 – czwórka podwójna – 4. miejsce[1].
- Mistrzostwa Europy – Ateny 2008 – czwórka podwójna – 5. miejsce[1].
- Mistrzostwa Świata U-23 – Račice 2009 – dwójka podwójna – 4. miejsce[1].
- Mistrzostwa Europy – Brześć 2009 – dwójka podwójna – 10. miejsce[1].